# Okna vesmíru dokořán
Okna vesmíru dokořán je populárně naučný seriál natáčený v bratislavském studiu Československé televize, vysílaný od roku 1981 do roku 1991. V roce 1998 byly dotočeny ještě další dva díly. Pořadem provázel český astronom, astrofyzik a popularizátor vědy Jiří Grygar, který byl zároveň autorem námětu. Prvních šest dílů s ním moderovala také Jana Plichtová. Scénář pořadu napsal pozdější ředitel TV Nova Vladimír Železný uvedený pod pseudonymem Vladimír Silný. Nedílnou součástí pořadu byly komiksové ilustrace Káji Saudka. Hlasy astronomických klasiků (Bruno, Kepler, Koperník a dalších) namluvil Michal Dočolomanský. K úspěchu seriálu přispěla i úvodní instrumentální znělka řeckého hudebníka Vangelise.
Původním impulsem k tomuto seriálu bylo zvažované vysílání amerického populárně naučného, vzdělávacího a dokumentárního seriálu Carla Sagana Cosmos: Cesta do neznáma. Tento třináctidílný seriál, který seznamuje diváka s pozorovatelným vesmírem, byl vysílán v USA v roce 1980. Vzdělávací redakce Československé televize uvažovala o převzetí tohoto seriálu, v době devizového nedostatku by však takový úkon byl pro ČsT finančně příliš náročný. Původní seriál navíc obsahoval řadu témat, která již v Československu byla dobře zpracována (například dějiny starého Říma), takže by pro využití byly zapotřebí úpravy. Vypravěč Carl Sagan téma pojímá velmi zeširoka. V jednotlivých dílech se kromě astronomie a astrofyziky věnuje i mechanice, biologii, genetice, chemii a dalším vědám. Nemalá část času je věnována též historii – objasňování dřívějšího pohledu lidí na svět nebo medailonkům významných vědců. 
Na popud tehdejšího šéfredaktora vzdělávacích programů Slovenské televize v Bratislavě, Jána Slováka, byl ke konzultacím do pražské redakce ČsT přizván Milan Bauman, autor v té době vydané populárně-naučné knihy Záhady pro zítřek (1979) a ve vzdělávací redakci Slovenské televize připravovaného čtyřdílného televizního sci-fi seriálu Tunel Omega (1983), v jehož čtvrté části vystupoval (a komentoval průlet černou dírou) právě Jiří Grygar. Bauman redakci navrhl jako východisko natočit obdobný seriál s naším vědcem – J. Grygarem – který by měl stejnou informační hodnotu a navíc dabingem „nestíral verbální originalitu“ v monolozích C. Sagana.
Redakce tento návrh přijala, ale nebylo zřejmě, kdo by se tohoto zadání ujal. V té době, po nuceném odchodu z Československé televize (po srpnu 1968), v populárním časopisu Technický magazín pracoval i Vladimír Železný, který se zde začal věnovat také astronomii a později (v roce 1986) vydal v nakladatelství Panoráma úspěšnou knihu Návraty první dámy s tematikou komet. V letech 1979 až 1980 psal také seriál článků o nových objevech v astronomii pod souhrnným názvem Okna vesmíru dokořán. (Název vymyslel Vladimír Železný).  
Články v Technickém magazínu si přečetl dramaturg vzdělávací redakce bratislavského studia Československé televize, Jaroslav Čorba, který se v roce 1980 přišel podívat na Grygarovu přednášku v Parku kultury a oddechu v Bratislavě, po které mu nabídl tzv. pilotní pořad o slunečních neutrinech. Ten Grygar moderoval spolu se slovenskou herečkou Janou Nagyovou (známou ze seriálu Arabela). Čorbu to inspirovalo k rozpracování nápadu na televizní seriál.
V době normalizace, na konci 70. let, po odchodu doc. Perka z Astronomického ústavu ČSAV v Ondřejově odmítl dát nový ředitel Grygarovi souhlas k dalšímu vystupování v televizi (pořady prý byly málo angažované a ještě k tomu objektivistické, tj. „dostatečně nevyzdvihoval skvělé vědecké úspěchy vědců tábora míru a socialismu v protikladu s dekadentními názory vědců buržoazních“), jeho knihy kritizovali členové základní organizace KSČ v Astronomickém ústavu: „Grygar v této encyklopedii preferuje Američany a nedrží se vědeckého světového názoru!“ Vladimír Železný byl po sovětské invazi vyhozen z Československé televize za účast v ilegálním televizním vysílání proti okupaci z vysílače na Kleti (nedaleko hvězdárny). Tyto souvislosti, spolu s vlivem komunistů z Ondřejova v pražské televizi, prakticky vylučovaly vznik podobného seriálu v Praze. V době, kdy začal Čorba s přípravou pořadu, již Grygar zanechal práce v Ondřejově a přešel do Fyzikálního ústavu ČSAV v Řeži a svého vedoucího o souhlas s vystupováním v televizi nežádal, protože odhadl, že to bude „nízkoteplotním fyzikům jedno“. V Bratislavě tehdy obecně panovaly mnohem liberálnější poměry než v Praze, bratislavská televize na rozdíl od pražské od Grygara žádné potvrzení zaměstnavatele nikdy ani nechtěla. Protože dramaturg Čorba byl Slovák, vznikl seriál ve studiu Bratislava. Přesto muselo být jméno Vladimíra Železného odstraněno z titulků.

## Přehled dílů
| Cyklus | Díl | Název dílu                               | Premiéra                                |
| ------ | --- | ---------------------------------------- | --------------------------------------- |
| I.     | 1.  | Šťastná planeta                          | 29. 10. 1981                            |
| I.     | 2.  | Země v kruhu rodinném                    | 25. 2. 1982                             |
| I.     | 3.  | Tajemství obrů                           | 4. 3. 1982                              |
| I.     | 4.  | Slunce a jiné exoty                      | 18. 3. 1982                             |
| I.     | 5.  | Větší než hvězdy                         | 25. 3. 1982                             |
| I.     | 6.  | Sejdeme se v nekonečnu                   | 8. 4. 1982                              |
| II.    | 7.  | Všechno je jinak                         | 17. 10. 1983                            |
| II.    | 8.  | Z čeho je vesmír                         | 24. 10. 1983                            |
| II.    | 9.  | Povstali jsme z prachu                   | 1. 11. 1983                             |
| II.    | 10. | Nejcennější smetí                        | 8. 11. 1983                             |
| II.    | 11. | Dostatečně šílený nápad                  | 15. 11. 1983                            |
| II.    | 12. | S tíží je to těžké                       | 22. 11. 1983                            |
| II.    | 13. | Hvězdy dělají hlouposti                  | 29. 11. 1983                            |
| II.    | 14. | Naše největší laboratoř                  | 6. 12. 1983                             |
| II.    | 15. | Post scriptum                            | 6. 3. 1984                              |
| III.   | 16. | Věčná elipsa                             | 5. 2. 1986                              |
| III.   | 17. | Letošní pohled na vesmír vloni           | 1985, pouze na Slovensku                |
| III.   | 18. | Haló, je tam někdo?                      | 2. 9. 1986                              |
| III.   | 19. | Není všechno věda                        | 9. 9. 1986                              |
| III.   | 20. | Věčné otázky                             | 23. 9. 1986                             |
| III.   | 21. | Sluneční soustava zase trochu jinak      | 31. 9. 1986                             |
| IV.    | 22. | Repetitio (neutronové hvězdy)            | 7. 4. 1988                              |
| IV.    | 23. | Život ve dvojici                         | 14. 4. 1988                             |
| IV.    | 24. | Problémy s bláznivou dcerou              | 21. 4. 1988                             |
| V.     | 25. | Hvězdná supershow                        | 15. 2. 1989                             |
| V.     | 26. | Okná vesmíru uzavřena                    | 25. 12. 1989                            |
| V.     | 27. | Letošní pohled na vesmír (1989)          | 13. 2. 1990                             |
| V.     | 28. | Věda a víra (Credo)                      | 1. 3. 1990                              |
| V.     | 29. | Planetární inventura                     | 1. 10. 1990                             |
| V.     | 30. | Nadpozemské vyhlídky současné astronomie | 5. 3. 1991, rekonstrukce ČT 26. 8. 1998 |
| VI.    | 31. | Sluneční soustavou křížem krážem         | 2. 9. 1998                              |
| VI.    | 32. | V hlubinách vesmíru                      | 9. 9. 1998                              |

## Ocenění
- V roce 1984 dostal seriál Cenu Československé televize[1]
- Jeden díl byl oceněn na Academiafilmu, festivalu vědecko-populárních filmů v Olomouci[1]

## Kniha
V roce 1989 (do prodeje se ale dostala až po Novém roce) vydalo nakladatelství Naše vojsko knižní podobu seriálu autorů Jiřího Grygara a Vladimíra Železného Okna vesmíru dokořán (ISBN 80-206-0126-0) s ilustracemi Káji Saudka. Kniha vyšla v nákladu 106 800 výtisků.